# Стара Ольшувка
Стара Ольшувка (пол. Stara Olszówka) — село в Польщі, у гміні Водзіслав Єнджейовського повіту Свентокшиського воєводства.
Населення — 125 осіб (2011).
У 1975-1998 роках село належало до Келецького воєводства.

## Демографія
Демографічна структура на день 31 березня 2011 року:
|          | Загалом | Допрацездатний вік | Працездатний вік | Постпрацездатний вік |
| -------- | ------- | ------------------ | ---------------- | -------------------- |
| Чоловіки | 57      | 11                 | 38               | 8                    |
| Жінки    | 68      | 8                  | 39               | 21                   |
| Разом    | 125     | 19                 | 77               | 29                   |